# بنستان (بهاباد)
بنستان (بهاباد)، روستایی از توابع بخش مرکزی شهرستان بهاباد در استان یزد ایران است.

## جمعیت
این روستا در دهستان بنستان قرار دارد و براساس سرشماری مرکز آمار ایران در سال ۱۳۸۵، جمعیت آن ۳۱۸ نفر (۹۰خانوار) بوده‌است.

## معنی بنستان
بنستان به معنی جایی که پر از درخت بنه هست از ترکیب بنه+ستان(مکان‌ساز) بوجود آمده است.